# 21 Guns
21 Guns 是美国摇滚乐队年輕歲月推出的一首歌曲。该歌曲是他们的第八张录音室专辑世紀大崩解中的第二首单曲。该单曲于2009年5月25日发行。这首歌在告示牌百大單曲榜的最高排名為第22位。